# Dobiesław Bobrowski
Dobiesław Bobrowski (ur. 7 lipca 1927 w Zbąszyniu, zm. 29 sierpnia 2012 w Puszczykowie) – polski matematyk, wykładowca Politechniki Poznańskiej i Uniwersytetu im. Adama Mickiewicza w Poznaniu, autor podręczników akademickich.

## Życiorys

### Wczesne lata życia
Był synem Włodzimierza i Rozalii z domu Konowalskiej. Ojciec pracował jako ogrodnik i nadzorca domów czynszowych.
Szkołę powszechną ukończył przed 1939 w rodzinnym Zbąszyniu. Po wybuchu II wojny światowej wraz z rodzicami i siostrą został wysiedlony do wsi Paprotnia w powiecie sochaczewskim, tam uczęszczał na komplety i samodzielnie przygotowywał się do matury. W 1944 roku, podobnie jak wiele innych osób w jego wieku, został skierowany przez władze okupacyjne do przymusowej pracy. Początkowo pracował na stacji kolejowej w Sochaczewie jako pomocnik biurowy. W sierpniu 1944 został wywieziony na przymusowe prace do Berlina, gdzie był robotnikiem kolejowym na berlińskim dworcu szczecińskim. Zbiegł w grudniu 1944 roku i powrócił do Paprotni, gdzie ukrywał się do końca wojny.
Po zakończeniu wojny, przeprowadził się do Poznania, gdzie po ukończeniu Państwowego Gimnazjum i Liceum im. św. Jana Kantego zdał maturę w 1946.
W latach 1946–1951 studiował na Wydziale Matematyczno-Przyrodniczym Uniwersytetu Poznańskiego. Tytuł magistra filozofii w zakresie matematyk obronił pracą Bezaksjomatyczne systemy rachunku zdań, napisaną pod kierunkiem profesora Kazimierza Ajdukiewicza. W trakcie studiów był nauczycielem matematyki i fizyki w poznańskim Gimnazjum Handlowym oraz w Państwowym Zakładzie Kształcenia Administracyjno-Handlowego w Poznaniu. W trakcie studiów był także uczestnikiem Światowego Festiwalu Młodzieży Demokratycznej w Pradze.
Od 1951 do 1957 kontynuował pracę nauczyciela matematyki w poznańskim Technikum Statystycznym.

### Kariera zawodowa
Pracę naukową rozpoczął w 1949 roku od stanowiska kontraktowego zastępcy asystenta na Katedrze Teorii i Metodologii Nauk na Wydziale Matematyczno-Przyrodniczym Uniwersytetu Poznańskiego. W 1951 został przyjęty w Katedrze Matematyki na Wydziale Elektrycznym Szkoły Inżynierskiej w Poznaniu jako asystent, a od 1955 jako adiunkt na Politechnice Poznańskiej. Jego zwierzchnikiem w tamtych latach był Zygmunt Butlewski.
W 1956 roku ukończył Wieczorowy Uniwersytet Marksizmu-Leninizmu. Od 1955 należał do Polskiej Zjednoczonej Partii Robotniczej, w której pełnił m.in. funkcje: pierwszego sekretarza oddziałowej organizacji partyjnej naukowców oraz oddziałowej organizacji partyjne Wydziału Budowy Maszyn czy też członka Komitetu Uczelnianego przy Politechnice Poznańskiej.
Stopień doktora nauk matematyczno-fizycznych otrzymał na Wydziale Matematyki, Fizyki i Chemii Uniwersytetu im. Adama Mickiewicza w Poznaniu w roku 1962. Promotorem pracy doktorskiej O całkach oscylujących pewnych równań różniczkowych zwyczajnych był profesor Władysław Orlicz. Habilitację Bobrowski odbył także na tym samym wydziale. Praca o tytule O pewnych własnościach rozwiązań równania różniczkowego nieliniowego trzeciego rzędu została przez niego obroniona 12 stycznia 1968 roku. Pięć lat później, 6 lipca uchwałą Rady Państwa został mu nadany tytuł profesora nadzwyczajnego nauk matematycznych a 21 listopada 1989 roku Prezydent PRL nadał mu tytuł profesora zwyczajnego nauk matematycznych.
Od 1967 roku równocześnie wykładał na Politechnice Poznańskiej oraz na Uniwersytecie im. Adama Mickiewicza w Poznaniu.
W latach 1970–1982 pełnił funkcję zastępcy dyrektora Instytutu Matematyki na Politechnice Poznańskiej a od 1987 do 1991 był jego dyrektorem. Pomiędzy 1975 a 1991 kierował Zakładem Probabilistyki Politechniki Poznańskiej. Na tej samej uczelni pełnił także w latach 1972–1975 funkcję prorektora ds. doskonalenia kadry i współpracy z zagranicą.
W marcu 1991 roku przeszedł na emeryturę ale nadal prowadził pracę dydaktyczną na trzech uczelniach:
- w latach 1992–1995 w Instytucie Matematyki Wyższej Szkoły Inżynierskiej w Zielonej Górze,
- w latach 1997–2006 w Zakładzie Rachunku Prawdopodobieństwa i Statystyki Matematycznej Wydziału Matematyki i Informatyki Uniwersytetu im. Adma Mickiewicza,
- w latach 2001–2012 w Wyższej Szkole Nauk Humanistycznych i Dziennikarstwa w Poznaniu.

Poza działalnością badawczą i wykładowczą pełnił funkcję prezesa Poznańskiego Oddziału Polskiego Towarzystwa Matematycznego, przewodniczył Zespołowi Szkolnictwa Wyższego przy PTM oraz Zespołowi Nauk Podstawowych w Krajowym Ośrodku Dydaktycznym. Był członkiem kilku komitetów Polskiej Akademii Nauk.

## Zakres zainteresowań naukowych
W swoich pracach poruszał tematykę jakości teorii równań różniczkowych w zakresie problematyki oscylacji rozwiązań równań różniczkowych, krotności miejsc zerowych oraz oszacowywania odległości między nimi i własności asymptotycznych w nieskończoności.
W drugiej płaszczyźnie zainteresowań naukowych profesora Bobrowskiego znalazło się zastosowanie teorii prawdopodobieństwa w technice. W szczególności przy budowie i wykorzystaniu maszyn rolniczych ale i też przy badaniu trwałości maszyn elektrycznych.

## Odznaczenia[1]
- Krzyż Komandorski Orderu Odrodzenia Polski,
- Krzyż Kawalerski Orderu Odrodzenia Polski,
- Złoty Krzyż Zasługi,
- Srebrny Krzyż Zasługi,
- Medal Komisji Edukacji Narodowej,
- Medal 30-lecia Polski Ludowej,
- Medal 40-lecia Polski Ludowej,
- tytuł honorowy Zasłużony Nauczyciel PRL

## Publikacje
- Elementy rachunku prawdopodobieństwa w zagadnieniach technicznych budowy maszyn, Wydawnictwo Politechniki Poznańskiej, Poznań 1964,
- O wielokrotnych miejscach zerowych rozwiązań oscylujących pewnych równań różniczkowych zwyczajnych; O oscylujących i nieoscylujących rozwiązaniach pewnych układów trzech równań różniczkowych zwyczajnych, Wydawnictwo PWN, Poznań 1964,
- Elementy teorii prawdopodobieństwa w zagadnieniach technicznych, Wydawnictwo Politechniki Poznańskiej, Poznań 1967, 1971,
- O pewnych własnościach rozwiązań równania różniczkowego nieliniowego trzeciego rzędu, Wydawnictwo Politechniki Poznańskiej, Poznań 1967,
- Elementy teorii prawdopodobieństwa, Wydawnictwo Politechniki Poznańskiej, Poznań 1971, 1976, 1980,
- Wprowadzenie matematyczne do teorii niezawodności, Wydawnictwo Politechniki Poznańskiej, Poznań 1977,
- Losowe równania różniczkowe zwyczajne, Wydawnictwo Politechniki Poznańskiej, Poznań 1980,
- Probabilistyka w zastosowaniach technicznych, Wydawnictwo Naukowo Techniczne, Warszawa 1980, 1986,
- Modele i metody matematyczne teorii niezawodności w przykładach i zadaniach, Wydawnictwo Naukowo Techniczne, Warszawa 1985,
- Wstęp do losowych równań różniczkowych zwyczajnych, Wydawnictwo PWN, Warszawa 1987,
- Systemy dynamiczne z czasem dyskretnym: zagadnienia deterministyczne, Wydawnictwo Politechniki Poznańskiej, Poznań,
- Wprowadzenie do systemów dynamicznych z czasem dyskretnym, Wydawnictwo Naukowe UAM, Poznań 1998,
- Ciągi losowe, Wydawnictwo Naukowe UAM, Poznań 2002,
- Elementy rachunku prawdopodobieństwa z podstawami wnioskowania statystycznego, Wydawnictwo Naukowe Wyższej Szkoły Nauk Humanistycznych i Dziennikarstwa, Poznań 2002.

## Życie prywatne
W 1955 ożenił się z Mirosławą Deptułą, która była nauczycielką w poznańskim Technikum Przemysłu Odzieżowego Ministerstwa Przemysłu Lekkiego w Poznaniu, znawczynią folkloru i etnochoreografką. Para miała troje dzieci: Lubomirę, Dobrosławę i Przemysława.
Zmarł 29 sierpnia 2012 roku w Puszczykowie, pochowany został na tamtejszym cmentarzu.